# Анекдоты о Чапаеве
Анекдоты о Чапаеве — один из циклов анекдотов советской тематики, наряду с анекдотами о Ленине, Штирлице, Брежневе и др. Помимо главного героя, участника Гражданской войны Василия Чапаева (Василий Иванович), в анекдотах обычно фигурируют Петька (порученец Чапаева Пётр Исаев), Анка-пулемётчица и Фурманов, автор одноимённого романа о Чапаеве.
Речь Чапаева характеризуется некоторым просторечием, он не понимает сложных синтаксических оборотов и не знает многих иностранных слов. Фурманов, наоборот, часто выражается грамотно, как писатель. Часть анекдотов построена на многозначности слова «белые», которое Чапаев понимает неправильно, хотя имеются в виду белогвардейцы, например:

Пошли Петька с Василием Ивановичем купаться. У Чапаева резинка на трусах порвалась, не в чем из реки вылезти. Ну, попросил он Петьку купить трусы, а сам в реке сидит. Петька возвращается, кричит: «Василий Иванович, там белые!» — «Наплевать, Петя, мне лишь бы из реки вылезти!»

— «Василий Иванович, белые в лесу!» — «Не до грибов сейчас, Петя, не до грибов!»
В некоторых анекдотах обыгрываются диалоги, отсылающие к сценам из фильма «Чапаев», например:

Петька спрашивает Чапаева: «Василий Иванович, а вы пол-литра можете выпить?» — «Могу, Петя, могу!» — «А литр?» — «Могу, Петя, могу!» — «А бочку водки?» — «Могу, Петя, могу!» — «А реку водки?» — «Нет, Петя, не могу. Где же я возьму такой огурец, чтоб её закусить?»

## История
Анекдоты о Чапаеве появились только в 1960-е годы. В 1964 году фильм «Чапаев» по случаю своего тридцатилетия был отреставрирован, переозвучен и повторно выпущен в советский кинопрокат, а в 1967—1968 годах фильм неоднократно показывался по телевизору. Столь навязчивое восхваление Чапаева стало причиной появления анекдотов. В фильме Петька и другие персонажи часто задают Чапаеву хитрые вопросы, а тот находчиво отвечает (например: — «Ты, Василь Иваныч, за большевиков али за коммунистов?» — «А я за Интернационал»), и анекдоты тоже стали строиться на диалогах. Наибольшее распространение в советское время анекдоты о Чапаеве получили в 1970-е — начале 1980-х годов.
В 1996 году вышел постмодернистский роман «Чапаев и Пустота» писателя Виктора Пелевина, где Василий Иванович выступил в роли буддистского учителя, помогающего Петьке (поэту-декаденту Петру Пустоте) достичь просветления. В 1998 году появилась серия видеоигр «Петька» («Петька и Василий Иванович»), основанная на образах героев анекдотов.